# Hochentropie-Oxide
Als Hochentropie-Oxide (HEO) bezeichnet man komplexe Oxide, die fünf oder mehr verschiedene Metallkationen in gleicher Menge enthalten und eine einphasige Kristallstruktur aufweisen. Je nach Zusammensetzung unterscheidet man Übergangsmetall-HEO (TM-HEO), Seltenerd-HEO (RE-HEO) und gemischte HEO (TM-RE-HEO). Die erste Veröffentlichung über HEOs erfolgte durch die Gruppe von Christina M. Rost et al. an der North Carolina State University im Jahr 2015.

## Eigenschaften
Bei Hochentropie-Oxiden bilden die verschiedenen Metallkationen ein gemeinsames Kristallgitter aus, auch wenn die typischen Kristallstrukturen der einzelnen Elemente sich deutlich voneinander unterscheiden und die Kationen sich ohne erkennbare Ordnung auf die Positionen im Kristall verteilen. Die Verbindungen weisen oft interessante und unerwartete Eigenschaften auf, wie zum Beispiel außergewöhnlich hohe Raumtemperatur Lithium-Ionen-Leitfähigkeiten für Festkörperelektrolyte in TM-HEO, sehr enge und maßgeschneiderte Bandlücken in RE-HEO und kolossale Dielektrizitätskonstanten in TM-HEO. Die besonderen Eigenschaften der HEO basieren auf Entropiestabilisierung, womit sie mit den bereits bekannteren Hoch-Entropie-Legierungen vergleichbar sind.
Eines der ersten untersuchten HEOs mit Kochsalzstruktur war die Verbindung (Co0,2Cu0,2Mg0,2Ni0,2Zn0,2)O. Später wurden auch Verbindungen mit einer Fluorit-, Perowskit- und Spinellstruktur untersucht.

## Verwendung
Hochentropie-Oxide sind Forschungsgegenstand für wiederaufladbare Batterien, um deren Speicherkapazität und Zyklenfestigkeit wesentlich zu verbessern.